# Pías (Lugo)
Pías (llamada oficialmente San Vicente de Pías) es una parroquia y una aldea española del municipio de Lugo, en la provincia de Lugo, Galicia.

## Organización territorial
La parroquia está formada por once entidades de población, constando nueve de ellas en el nomenclátor del Instituto Nacional de Estadística español:

### Entidades de población
Entidades de población que forman parte de la parroquia:
- Campos (Os Campos)
- Corral de Abaixo (O Corral de Abaixo)
- Corral de Arriba (O Corral de Arriba)
- Cortiña
- Cruceiro
- Curutelo
- Fafián
- Mazoi
- Porto de Lugo (O Porto de Lugo)
- San Vicente (San Vicente de Pías)

### Despoblado
Despoblado que forma parte de la parroquia:
- Ceao (O Ceao)

## Demografía

### Parroquia
| Gráfica de evolución demográfica de Pías (parroquia) entre 2000 y 2020 |
|                                                                        |
| Datos según el nomenclátor publicado por el INE.                       |

### Aldea
| Gráfica de evolución demográfica de San Vicente (aldea) entre 2000 y 2020 |
|                                                                           |
| Datos según el nomenclátor publicado por el INE.                          |